# 미키정
미키정(일본어: 三木町)은 일본 가가와현 동부에 있는 기타군의 정이다. 다카마쓰시의 베드타운이며 가가와 대학 의학부 및 농학부가 있는 미키 캠퍼스의 도시이기도 하다. 9월 하순에 열리는 "사자무 축제"로 알려져 있다.

## 역사
- 1954년 10월 1일 - 가가와현 기타군의 1정 4촌(히라이정, 가미야마촌, 다나카촌, 히카미촌, 시모타카오카촌)이 합병해 미키정이 탄생하였다.
- 1956년 9월 30일 - 기타군 이도촌을 편입 합병하였다.

## 교통

### 철도
- 다카마쓰코토히라 전기 철도 나가오선

### 도로
- 다카마쓰 자동차도(일본어판)
- 국도11호선
- 국도 제193호선 (일본)(일본어판)
- 국도 제377호선 (일본)(일본어판)